# 프리츠 호프만
프리츠 호프만(독일어: Fritz Hofmann, 1871년 6월 19일 ~ 1927년 7월 14일)은 독일의 육상 선수이자 체조 선수였다. 그는 아테네에서 열린 1896년 하계 올림픽에 참가했다.
호프만은 100m 경기에 출전했다. 예선 경기에서는 5명 중에서 2위를 해서 결승에 진출했다. 결승에서는 12.2초를 기록, 우승자인 미국의 톰 버크보다 0.2초 뒤늦게 들어와서 2위를 기록했다.
호프만은 400m에도 참가했다. 예선에서는 2위를 기록해서 결선에 진출했으나 4위에 머물렀다.
높이뛰기 종목에도 1.55m를 뛰어서 5명의 출전 선수 중 꼴찌를 기록했다. 세단뛰기 종목에서는 그리스의 크리스토스 주미스와 6위나 7위를 기록했으며 포환던지기 대회에서는 7명의 출전 선수 중 5~7위를 기록했다.
체조 경기에도 출전했으며 로프등반, 단체 평행봉, 단체 철봉 경기에 출전했다. 로프등반 경기에서는 기록을 알 수 없는 두 명을 제외하고 세 번째로 높은 높이를 등반해서(12.5m) 14m를 오른 그리스의 두 선수에 이어서 동메달을 목에 걸었다. 단체 경기에서는 호프만이 두 단체 경기에서 독일 팀의 주장을 맡았다.